# François Poulle
Pour les articles homonymes, voir Poulle.
François Poulle est un enseignant-chercheur et un essayiste français, né le 3 janvier 1942 à Courbevoie (Hauts-de-Seine).

## Biographie
François Poulle est enseignant-chercheur en information-communication et docteur en études urbaines. Son champ d'études concerne notamment l'audiovisuel et la circulation de l'information.
Il est ancien élève de l'IDHEC, et a été maître de conférences en sciences de l'information à l'université Paris XII. Il a également été enseignant à l'Université de Grenoble III, dans le cadre de laquelle il a créé une formation professionnelle d'animateur et de réalisateur audiovisuel, en collaboration avec Bernard Miège, Yves de la Haie et Jean Caune.

## Publications
- Renoir 1938 ou Jean Renoir pour rien : enquête sur un cinéaste, Éditions du Cerf, 1969 ;  (ISBN 9782204037884) , BNF 33141996
- Fleury-la-Rivière : une enquête visuelle, Reims, Parc naturel de la Montagne de Reims, 1975
- Les Écrits en sante mentale : la littérature grise, Ministère des Affaires sociales et de l'emploi, 1986
- L'Aménagement intercommunal de l'espace : l'expérience du Parc naturel régional du Luberon, Syros-Alternatives, 1992
- Essai sur l'urbanité rurale, François Poulle et Yves Gorgeu, Caisse des dépôts et consignations et Fédération des Parcs naturels régionaux de France, Syros, 1997  (ISBN 2841463761)